# 2-Butanthiol
2-Butanthiol ist eine chemische Verbindung aus der Gruppe der Thiole.

## Isomere
Im Gegensatz zu 1-Butanthiol hat 2-Butanthiol ein Chiralitätszentrum, so dass zwei optisch aktive Enantiomere vorkommen. Wenn in diesem Artikel oder in der wissenschaftlichen Literatur „2-Butanthiol“ ohne eine zusätzliche Angabe zur Konfiguration erwähnt wird, ist stets das Racemat [(RS)-2-Butanthiol oder (±)-2-Butanthiol] gemeint.
| Isomere von 2-Butanthiol |                       |                  |
| Name                     | (S)-2-Butanthiol      | (R)-2-Butanthiol |
| Strukturformel           |                       |                  |
| CAS-Nummer               | 20407-74-3            | 52945-73-0       |
| CAS-Nummer               | 513-53-1 (unspez.)    |                  |
| EG-Nummer                | –                     | –                |
| EG-Nummer                | 208-165-2 (unspez.)   |                  |
| ECHA-Infocard            | –                     | –                |
| ECHA-Infocard            | 100.007.424 (unspez.) |                  |
| PubChem                  | –                     | –                |
| PubChem                  | 10560 (unspez.)       |                  |
| Wikidata                 | Q82241907             | −                |
| Wikidata                 | Q27294175 (unspez.)   |                  |

## Gewinnung und Darstellung
2-Butanthiol kann durch Reaktion von 2-Buten mit Schwefelwasserstoff in Gegenwart eines Katalysators (meist eines Halogenids) oder aus 2-Iodbutan oder 2-Brombutan mittels alkoholischer Kaliumhydrogensulfid-Lösung gewonnen werden.
Bei dieser Reaktion entsteht ein 1:1-Gemisch aus (R)-2-Butanthiol und (S)-2-Butanthiol, also racemisches 2-Butanthiol [synonym: (RS)-2-Butanthiol].

## Eigenschaften
2-Butanthiol ist eine farblose, übelriechende Flüssigkeit, die schwer löslich in Wasser ist.

## Verwendung
2-Butanthiol wird als Geruchsstoffzusatz (Odorierungsmittel) für Erdgas oder als Zwischenprodukt bei der Herstellung anderer chemischer Verbindungen (wie zum Beispiel Cadusafos) verwendet.